# فومبيزول
يعمل الفوميبيزول كمثبط لأنزيم المؤكسد للكحول (ADH) الذي يؤكسد الكحول للألديهيد ومن ثم يتأكسد الألدهيد مرة أخرى عن طريق الأنزيم مؤكسد الألدهيد (ALDH) لإنتاج أجسام الكيتونات الحمضيه (تزيد حموضة الجسم وقد تتسبب بالوفاة).
يستعمل الفوميبيزول في حالات التسمم من الميثانول أو ايثيلين جليكول. فهو يمنع تفكيك هذه المواد إلى حمض النمل(COOH2)القاتل في حالة الميثانول أو إلى حمض الأوكسال(C2O4H2) في حالة الايثيلين جليكول.

## الاستخدام الطبي
يستخدم الفومبيزول في حالة التسمم بواسطة الإيثيلين جلايكول والميثانول. إنه يعمل على تثبيط تفكيك هذه السموم إلى مستقلباتها السامة الفعالة. الفومبيزول هو مثبط تنافسي لإنزيم نازعة هيدروجين الكحول الموجود في الكبد. يلعب هذا الإنزيم دورًا رئيسيًا في استقلاب الإيثيلين جلايكول والميثانول.
- يُستقلَب الإيثيلين جلايكول في البداية إلى جلايكول ألدهيد بواسطة إنزيم نازعة هيدروجين الكحول. يخضع جلايكول ألدهيد بعد ذلك لأكسدة إضافية متحولًا إلى جلايكولات وجلايوكسيلات وأوكسالات. الجلايكولات والأوكسالات هي السموم الأساسية المسؤولة عن حدوث الحماض الأيضي وعن أذية الكليتين، التي تحدث عند التسمم بواسطة الإيثيلين جلايكول.
- يُستقلَب الميثانول في البداية إلى فورم ألدهيد بواسطة إنزيم نازعة هيدروجين الكحول. يخضع الفورم ألدهيد بعد ذلك لأكسدة إضافية، عن طريق إنزيم نازعة هيدروجين الفورم ألدهيد، متحوّلًا إلى حمض الفورميك.[5] حمض الفورميك هو السم الأساسي المسؤول عن حدوث الحمّاض الأيضي والاضطرابات البصرية المرتبطة بالتسمم بواسطة الميثانول.

من خلال التثبيط التنافسي للإنزيم الأول، نازعة هيدروجين الكحول، في استقلاب الإيثيلين جلايكول والميثانول، يبطئ الفومبيزول إنتاج المستقلبات السامة. يسمح إنتاج المستقلب بمعدل بطيء للكبد بمعالجة المستقلبات وإفرازها عند إنتاجها مما يحدّ من التراكم في الأنسجة مثل الكلية والعين. نتيجة لذلك، يجري تجنب الكثير من أذية الأعضاء.
يكون الفومبيزول أكثر فاعلية عند تناوله بعد تناول الإيثيلين جلايكول أو الميثانول بفترة وجيزة. يسمح تأخير إعطائه بتوليد مستقلبات ضارة.

### التفاعل مع الكحول
الاستخدام المتزامن مع الإيثانول مضاد استطباب لأنه من المعروف أن الفومبيزول يطيل عمر النصف للإيثانول عن طريق تثبيط استقلابه. قد تؤدي إطالة عمر النصف للإيثانول إلى زيادة وإطالة تأثيرات الانسمام بالإيثانول مما يسمح بحدوث مستويات أعلى (يحتمل أن تكون خطرة) من الانسمام بجرعات أقل. يبطئ الفومبيزول إنتاج الأسيت ألدهيد عن طريق تثبيط إنزيم نازعة هيدروجين الكحول، الأمر الذي يتيح بدوره مزيدًا من الوقت لتحويل الأسيت ألدهيد إلى حمض أسيتيك بواسطة إنزيم نازعة هيدروجين الأسيت ألدهيد. النتيجة هي مريض يعاني من انسمام طويل وعميق بأي جرعة مُعطاة من الإيثانول، وأعراض «خُمار (بالإنجليزية Hangover)» قليلة (إذ أن هذه الأعراض الضارة يتوسطها إلى حد كبير تراكم الأسيت ألدهيد).
لدى مدمن كحول مزمن قد اكتسب قدرة على تحمل الإيثانول، يزيل ذلك بعض موانع استهلاك الإيثانول («التعزيز السلبي») في الوقت الذي يسمح لها فيه بأن تكون سامة بجرعة أقل من الإيثانول. يكمن الخطر في أن المدمن على الكحول سيتناول جرعة مفرطة من الإيثانول (ربما تكون قاتلة). إذا قلل مدمنو الكحول جرعاتهم بعناية فائقة لتعكس الاستقلاب الأبطأ حاليًا، قد يحصلون على منبّه «مجزي» للانسمام بجرعات أقل مع تأثيرات «خُمار» أقل شدة - مما يؤدي إلى زيادة الاعتماد النفسي. على أي حال، قد تنتج هذه الجرعات المنخفضة سمية مزمنة أقل وتوفر نهج تقليل ضرر لإدمان الكحول المزمن.
إن الفومبيزول في جوهره نقيض نهج ديسلفيرام الذي يحاول زيادة تراكم الأسيت ألدهيد مما يؤدي إلى عقاب إيجابي للمريض. يعد الامتثال والالتزام مشكلة كبيرة في النهج القائمة على ديسلفيرام. يملك الديسلفيرام أيضًا نصف عمر أطول بكثير من الفومبيزول مما يتطلب من الشخص عدم شرب الإيثانول لتجنب التأثيرات الشديدة. إذا لم يجري التعامل مع الشخص بشكل كافٍ باستخدام البنزوديازيبين أو الباربيتورات أو الأكامبروسيت أو ناهض آخر لمستقبلات غابا-أ، قد تحدث متلازمة سحب الكحول وما يرافقها من خطر الإصابة بالهذيان الارتعاشي. لا ينبغي أبدًا البدء بالعلاج بالديسفليرام حتى يجري تقييم خطر الهذيان الارتعاشي، وتخفيفه بشكل مناسب. قد يبدأ العلاج بالفومبيزول أثناء إجراء معايرة الهذيان الارتعاشي بناءً على أعراض السحب لدى الشخص وصحته النفسية.

## الآثار السلبية
تشمل الآثار الجانبية الشائعة المرتبطة باستخدام الفومبيزول الصداع والغثيان.